# Sp IV Buin Batu
Sp IV Buin Batu is een bestuurslaag in het regentschap Sumbawa van de provincie West-Nusa Tenggara, Indonesië. Sp IV Buin Batu telt 478 inwoners (volkstelling 2010).